# Xian de Qian'an (Jilin)
Pour les articles homonymes, voir Qian'an (homonymie).
Le xian de Qian'an (乾安县 ; pinyin : Qián'ān Xiàn) est un district administratif de la province du Jilin en Chine. Il est placé sous la juridiction de la ville-préfecture de Songyuan.

## Démographie
La population du district était de 292 958 habitants en 1999.